# Campeonato Mundial de Ciclismo em Estrada de 1971
Os Campeonatos do mundo de ciclismo em estrada de 1971 celebrou-se na cidade suíça de Mendrisio de 5 a 6 de setembro de 1971.

## Resultados
| Event                       | Ouro                                                                                  | Ouro           | Prata                                                                           | Prata | Bronze                                                               | Bronze      |
| --------------------------- | ------------------------------------------------------------------------------------- | -------------- | ------------------------------------------------------------------------------- | ----- | -------------------------------------------------------------------- | ----------- |
| Provas masculinas           |                                                                                       |                |                                                                                 |       |                                                                      |             |
| Homens - corrida em linha   | Eddy Merckx · Bélgica                                                                 | 6 h 39 min 06s | Felice Gimondi · Itália                                                         | m.t.  | Cyrille Guimard · França                                             | + 1 min 13s |
| Contrarrelógio por equipas  | Bélgica · Gustaaf Hermans · Gustaaf Van Cauter · Louis Verreydt · Ludo Van Der Linden | 2h 12' 32"     | Países Baixos · Fedor den Hertog · Adri Duyker · Frits Schur · Aad van den Hoek | + 37" | Polónia · Edward Barcik · Stanisław Szozda · Jan Smyrak · Lucjan Lis | + 2' 20"    |
| Amador - corrida em linha   | Régis Ovion · França                                                                  | 4h 03' 54"     | Freddy Maertens · Bélgica                                                       | -     | José Luis Viejo                                                      | -           |
| Provas femininas            |                                                                                       |                |                                                                                 |       |                                                                      |             |
| Mulheres - corrida em linha | Anna Konkina · União Soviética                                                        | 1h 24' 02"     | Morena Tartagni · Itália                                                        | -     | Keetie van Oosten-Hage · Países Baixos                               | -           |